# Domenico Ferrata
Domenico Ferrata (Gradoli, 4. ožujka 1847. – Rim, 10. listopada 1914.) bio je talijanski prelat Katoličke Crkve, kardinal i diplomat, prvi prefekt Svete kongregacije za disciplinu klera (1908. − 1914.).
Kardinalom je imenovan 1896.